# Registreringsmyndighet
Registreringsmyndighet är en samlande beteckning på olika myndigheter som är ålagda att i olika sammanhang föra register.

## Myndigheter som för register i Sverige
- Patent- och registreringsverket: Mönsterregistret,[1] registret av svenska kommunala vapen[2] och varumärkesregistret.[3]
- Bolagsverket: Handelsregistret,[4] föreningsregister,[5] bostadsrättsföreningsregister,[6] aktiebolagsregistret,[7] Europabolagsregistret,[8] filialregistret,[9] EEIG-registret,[10] årsredovisningsregistret,[11] försäkringsregistret,[12] registren för banker och hypoteksinstitut, kreditinstitut och värdepappersbolag[13] samt registret för tillstånd till försäkringsförmedling[14]
- Skatteverket: Folkbokföringsregistret[15]
- Myndigheten för radio och tv: Register över dem som sänder tv och sökbar text-tv, register över tillstånd att sända ljudradioprogram, närradio och kommersiell radio[16]
- Transportstyrelsen: Fartygsregistret[17]
- Lantmäteriet: Fastighetsregistret[18]
- Kammarkollegiet: Registret över trossamfund[19]
- Länsstyrelsen: Stiftelseregister,[20] insamlingsstiftelseregister[21] och kollektivavtalsstiftelseregister[22]

## Personuppgifter
För samtliga registermyndigheter gäller personuppgiftsansvar enligt PUL, såsom exemplet från Lantmäterimyndigheten visar. Uppgifter ska lämnas ur registren med den begränsning som följer av 11 § PUL. Registreringsmyndigheterna ska se till att det inte uppkommer något otillbörligt intrång i registrerades personliga integritet eller några risker från säkerhetssynpunkt. För dessa syften får myndigheterna i enskilda fall ställa upp villkor för behandlingen av personuppgifter.

## Elektronisk överföring
Elektronisk ansökan eller anmälan kan få förekomma. Myndigheterna får meddela föreskrifter om vilka elektroniska signaturer som får användas för att en handling ska få ges in som elektroniskt original. Handlingar som ska fogas till ansökan eller anmälan kan också få överföras elektroniskt  enligt föreskrifter som myndigheterna får meddela.
Anmälan enligt folkbokföringslagen (1991:481) ska dock göras skriftligen, om inte annat anges. Om det finns särskilda skäl får Skatteverket begära att anmälan eller uppgift ska lämnas vid personlig inställelse.